# Memorial José Mendes
O Memorial José Mendes é um museu e mausoléu localizado no município brasileiro de Esmeralda, no estado do Rio Grande do Sul, na localidade de Santa Terezinha. O prédio, construído na forma de um violão, é um dos pontos turísticos da cidade. O museu foi inaugurado em  21 de novembro de 2004 e conta a trajetória do cantor José Mendes, falecido em 1974. Os restos mortais do cantor estão sepultados lá.